# William Collins (personage)
William Collins is een romanfiguur uit Jane Austens klassieker Pride and Prejudice.

## Rol in de boeken
Collins is aan het begin van het boek vijfentwintig jaar oud. Hij is een verre neef van Mr. Bennet, de vader van de hoofdpersoon uit het boek, Elizabeth Bennet. Aangezien er in het gezin Bennet slechts dochters geboren zijn, zal Collins Longbourn, het huis van de Bennets, erven wanneer Mr. Bennet sterft. Vanwege dit feit is de familie Collins erg impopulair bij de Bennets, en Collins' vader stond op vijandige voet met Mr. Bennet.
Wanneer Collins Sr. sterft, schrijft William Collins een brief aan de Bennets waarin hij aangeeft de strijdbijl te willen begraven en de familie een bezoek te willen brengen. Hij heeft echter ook een bijbedoeling: hij zoekt een vrouw, en is voornemens een van de vijf gezusters Bennet ten huwelijk te vragen.
Bij aankomst blijkt echter dat Collins een vreemde snuiter is die vrij dom en erg met zichzelf ingenomen is, en geen van de gezusters ziet iets in hem. Wanneer hij na enkele dagen Elizabeth ten huwelijk vraagt wijst die hem dan ook zonder pardon af. Moeder Bennet is hierover zeer verbolgen, maar vader Bennet geeft Elizabeth groot gelijk. Collins vraagt een dag later Elizabeths beste vriendin Charlotte Lucas ten huwelijk, en zij accepteert zijn aanbod. Niet uit liefde, maar omdat ze niet meer de jongste is (zevenentwintig) en omdat ze verlangt naar een rustig, onbekommerd leventje waarin zij zorg kan verwachten.
Collins en Charlotte gaan wonen in Hunsford, waar Collins geestelijke is. Hij heeft daar een beschermvrouwe, de zeer arrogante en dominante Lady Catherine de Bourgh, die hem koeioneert en de les leest, en Collins laat zich dat alles gewillig welgevallen. Zo wordt in de loop van het verhaal duidelijk dat alles wat Collins doet uit de hoed van Lady Catherine komt, aangezien hij er alles voor doet om bij deze adellijke dame in een goed daglicht te blijven. Zo wordt hij gedurende het verhaal steeds onsympathieker.
Nadat Elizabeth Bennet en Fitzwilliam Darcy verloofd zijn, schrijft meneer Bennet aan hem een brief waarin hij meneer Collins adviseert Lady Catherine de Bourgh zoveel te troosten als in zijn macht ligt, maar dat hij zich beter aan de zijde van haar neef, meneer Darcy, kan scharen, daar hij veel meer te (ver)geven heeft.

## Film- en televisievertolkingen
- Melville Cooper in de bioscoopversie uit 1940
- Malcolm Rennie in de BBC-televisiebewerking uit 1980
- David Bamber in de BBC-televisiebewerking uit 1995
- Tom Hollander in de bioscoopfilm uit 2005.
- Matt Smith in de parodiefilm Pride and Prejudice and Zombies uit 2016